# Eishockey-Weltmeisterschaft der U20-Junioren 2011
Die 35. Eishockey-Weltmeisterschaften der U20-Junioren der Internationalen Eishockey-Föderation IIHF waren die Eishockey-Weltmeisterschaften des Jahres 2011 in der Altersklasse der Unter-Zwanzigjährigen (U20). Insgesamt nahmen zwischen dem 12. Dezember 2010 und 18. Januar 2011 41 Nationalmannschaften an den sechs Turnieren der Top-Division sowie der Divisionen I bis III teil.
Der Weltmeister wurde zum 13. Mal die Mannschaft Russlands, die im Finale den Rekordweltmeister aus Kanada mit 5:3 bezwingen konnte. Die deutsche Mannschaft konnte ohne Turniersieg nicht in der Top-Division verbleiben und stieg erneut ab, die Schweiz belegte den fünften Platz in der Top-Division und bestätigte damit den vierten Rang des Vorjahres. Österreich wurde Dritter in der Gruppe B der Division I und verpasste nur knapp den sofortigen Wiederaufstieg in die Top-Division.

## Teilnehmer, Austragungsorte und -zeiträume
- Top-Division: 26. Dezember 2010 bis 5. Januar 2011 in Buffalo und Niagara Falls, New York, USA
Teilnehmer:  Deutschland (Aufsteiger),  Finnland,  Kanada,  Norwegen (Aufsteiger),  Russland,  Schweden,  Schweiz,  Slowakei,  Tschechien,  USA (Titelverteidiger)

- Division I
  - Gruppe A: 13. bis 19. Dezember 2010 in Babrujsk, Belarus
Teilnehmer:  Belarus,  Großbritannien (Aufsteiger),  Italien,  Japan,  Lettland (Absteiger),  Ukraine
  - Gruppe B: 12. bis 18. Dezember 2010 in Bled, Slowenien
Teilnehmer:  Dänemark,  Kasachstan,  Kroatien,  Litauen (Aufsteiger),  Österreich,  Slowenien

- Division II
  - Gruppe A: 13. bis 19. Dezember 2010 in Tallinn, Estland
Teilnehmer:  Belgien,  Estland,  Frankreich (Absteiger),  Island (Aufsteiger),  Niederlande,  Spanien
  - Gruppe B: 13. bis 19. Dezember 2010 in Miercurea Ciuc, Rumänien
Teilnehmer:  Australien (Aufsteiger),  Volksrepublik China,  Polen (Absteiger),  Ungarn,  Rumänien,  Südkorea

- Division III: 9. bis 18. Januar 2011 in Naucalpan de Juárez und Mexiko-Stadt, Mexiko
Teilnehmer:  Bulgarien,  Republik China (Taiwan),  Mexiko (Absteiger),  Neuseeland,  Nordkorea,  Serbien (Absteiger),  Türkei

## Top-Division
Die U20-Weltmeisterschaft wurde vom 26. Dezember 2010 bis zum 5. Januar 2011 in den US-amerikanischen Städten Buffalo und Niagara Falls ausgetragen. Gespielt wurde in der HSBC Arena (18.690 Plätze) in Buffalo sowie der Dwyer Arena der Niagara University in Lewiston mit 2.100 Plätzen.
Am Turnier nehmen zehn Nationalmannschaften teil, die in zwei Gruppen zu je fünf Teams spielen. Den Weltmeistertitel sicherte sich Russland, das im Finale durch fünf aufeinander folgende Tore im Schlussdrittel mit 5:3 gegen Kanada gewann. Es war der insgesamt 13. Titel für die Russen und der erste seit 2003.
| Gruppe A    | Gruppe B   |
| ----------- | ---------- |
| USA         | Kanada     |
| Schweiz     | Schweden   |
| Finnland    | Russland   |
| Slowakei    | Tschechien |
| Deutschland | Norwegen   |

### Modus
Nach den Gruppenspielen der Vorrunde qualifizieren sich die beiden Gruppenersten direkt für das Halbfinale. Die Gruppenzweiten und -dritten bestreiten je ein Qualifikationsspiel zur Halbfinalteilnahme. Die Vierten und Fünften der Gruppenspiele bestreiten – bei Mitnahme des Ergebnisses der direkten Begegnung aus der Vorrunde – die Abstiegsrunde und ermitteln dabei zwei Absteiger in die Division I.

### Austragungsorte
| Buffalo |

| Lewiston |

| Buffalo |

| Lewiston |

### Vorrunde

#### Gruppe A
| 26. Dezember 2010 12:30 Uhr (Ortszeit) | 26. Dezember 2010 18:30 Uhr (MEZ) | Deutschland M. Noebels (24:22) M. Plachta (50:10) C. Mapes (55:19) | 3:4 (0:4, 1:0, 2:0) Spielbericht | Schweiz I. Pestoni (4:31) N. Niederreiter (9:21) R. Loeffel (9:48) L. Camperchioli (13:25) | HSBC Arena, Buffalo Zuschauer: 13.629 |

| 26. Dezember 2010 20:00 Uhr | 27. Dezember 2010 2:00 Uhr | Finnland J. Nättinen (33:50) I. Pakarinen (52:59) | 2:3 n. V. (0:1, 1:1, 1:0, 0:1) Spielbericht | USA J. Faulk (18:54) J. Zucker (35:08) N. Bjugstad (63:08) | HSBC Arena, Buffalo Zuschauer: 14.093 |

| 27. Dezember 2010 19:00 Uhr | 28. Dezember 2010 1:00 Uhr | Slowakei R. Pánik (20:08) M. Hrivík (63:39) | 2:1 n. V. (0:0, 1:1, 0:0, 1:0) Spielbericht | Deutschland N. Hauner (36:46) | HSBC Arena, Buffalo Zuschauer: 12.942 |

| 28. Dezember 2010 12:30 Uhr | 28. Dezember 2010 18:30 Uhr | Schweiz | 0:4 (0:1, 0:1, 0:2) Spielbericht | Finnland J. Nättinen (19:41) J. Turtiainen (24:37) T. Pulkkinen (44:37) J. Junttila (47:51) | HSBC Arena, Buffalo Zuschauer: 13.534 |

| 28. Dezember 2010 20:00 Uhr | 29. Dezember 2010 2:00 Uhr | USA K. Palmieri (4:31) K. Palmieri (8:02) C. Coyle (23:56) C. Brown (31:47) D. Shore (33:32) E. Etem (36:57) | 6:1 (2:0, 4:1, 0:0) Spielbericht | Slowakei T. Jurčo (32:26) | HSBC Arena, Buffalo Zuschauer: 12.750 |

| 29. Dezember 2010 15:30 Uhr | 29. Dezember 2010 21:30 Uhr | Finnland J. Nättinen (15:59) M. Salomäki (26:23) J. Donskoi (33:47) J. Virtanen (35:19) E. Haula (56:07) | 5:1 (1:0, 3:0, 1:1) Spielbericht | Deutschland T. Rieder (43:28) | HSBC Arena, Buffalo Zuschauer: 14.362 |

| 30. Dezember 2010 15:00 Uhr | 30. Dezember 2010 21:00 Uhr | Schweiz G. Hofmann (8:15) D. Schlumpf (11:50) S. Bärtschi (18:52) N. Niederreiter (30:15) S. Walser (54:06) I. Pestoni (59:29) | 6:4 (3:1, 1:1, 2:2) Spielbericht | Slowakei P. Šišovský (9:18) M. Hrivík (21:29) A. Šťastný (45:30) R. Pánik (52:08) | HSBC Arena, Buffalo Zuschauer: 12.731 |

| 30. Dezember 2010 19:00 Uhr | 31. Dezember 2010 1:00 Uhr | Deutschland | 0:4 (0:2, 0:2, 0:0) Spielbericht | USA C. Coyle (12:37) J. D’Amigo (13:25) J. Merrill (27:54) C. Kreider (33:10) | HSBC Arena, Buffalo Zuschauer: 15.276 |

| 31. Dezember 2010 12:30 Uhr | 31. Dezember 2010 18:30 Uhr | Slowakei | 0:6 (0:3, 0:3, 0:0) Spielbericht | Finnland M. Salomäki (1:40) J. Jokipakka (6:32) E. Haula (10:36) J. Donskoi (26:45) E. Haula (28:40) V. Virkkunen (37:39) | HSBC Arena, Buffalo Zuschauer: 13.371 |

| 31. Dezember 2010 20:00 Uhr | 1. Januar 2011 2:00 Uhr | USA C. Kreider (10:15) M. Callahan (33:53) | 2:1 (1:1, 1:0, 0:0) Spielbericht | Schweiz I. Pestoni (7:01) | HSBC Arena, Buffalo Zuschauer: 13.417 |

| Pl. |             | Sp | S | OTS | OTN | N | Tore  | Punkte |
| 1.  | USA         | 4  | 3 | 1   | 0   | 0 | 15:04 | 11     |
| 2.  | Finnland    | 4  | 3 | 0   | 1   | 0 | 17:04 | 10     |
| 3.  | Schweiz     | 4  | 2 | 0   | 0   | 2 | 11:13 | 6      |
| 4.  | Slowakei    | 4  | 0 | 1   | 0   | 3 | 07:19 | 2      |
| 5.  | Deutschland | 4  | 0 | 0   | 1   | 3 | 05:15 | 1      |

Abkürzungen: Pl. = Platz, Sp = Spiele, S = Siege, OTS = Siege nach Verlängerung (Overtime) oder Penaltyschießen, OTN = Niederlagen nach Verlängerung oder Penaltyschießen, N = Niederlagen

Erläuterungen: Halbfinalqualifikant, Viertelfinalqualifikant, Abstiegsrundenqualifikant

#### Gruppe B
| 26. Dezember 2010 16:00 Uhr | 26. Dezember 2010 22:00 Uhr | Russland M. Kizyn (3:57) N. Dwuretschenski (31:51) D. Sobtschenko (36:52) | 3:6 (1:1, 2:2, 0:3) Spielbericht | Kanada M. Foligno (17:55) R. Ellis (30:35) E. Gudbranson (35:15) R. Johansen (43:46) B. Schenn (46:14) C. Hamilton (59:33) | HSBC Arena, Buffalo Zuschauer: 18.690 |

| 26. Dezember 2010 16:00 Uhr | 26. Dezember 2010 22:00 Uhr | Norwegen E. Børresen (52:04) | 1:7 (0:2, 0:2, 1:3) Spielbericht | Schweden J. Klingberg (0:57) S. Wännström (5:29) P. Cehlin (24:09) P. Cehlin (39:43) T. Erixon (40:49) G. Landeskog (42:01) C. Klingberg (57:16) | Dwyer Arena, Lewiston Zuschauer: 1.320 |

| 27. Dezember 2010 19:00 Uhr | 28. Dezember 2010 1:00 Uhr | Tschechien T. Rachůnek (33:55) A. Honejsek (44:57) | 2:0 (0:0, 1:0, 1:0) Spielbericht | Norwegen | Dwyer Arena, Lewiston Zuschauer: 1.381 |

| 28. Dezember 2010 16:00 Uhr | 28. Dezember 2010 22:00 Uhr | Kanada B. Schenn (14:43) J. Schwartz (16:40) L. Leblanc (29:20) R. Ellis (33:09) C. Eakin (39:43) T. Barrie (49:36) J. Cowen (49:59) | 7:2 (2:1, 3:0, 2:1) Spielbericht | Tschechien A. Honejsek (0:49) J. Jeřábek (55:26) | HSBC Arena, Buffalo Zuschauer: 17.919 |

| 28. Dezember 2010 19:00 Uhr | 29. Dezember 2010 1:00 Uhr | Schweden A. Lander (10:49) J. Fast (14:11) | 2:0 (2:0, 0:0, 0:0) Spielbericht | Russland | Dwyer Arena, Lewiston Zuschauer: 1.400 |

| 29. Dezember 2010 19:30 Uhr | 30. Dezember 2010 1:30 Uhr | Norwegen R. Juell (13:35) | 1:10 (1:6, 0:1, 0:3) Spielbericht | Kanada C. Cizikas (2:01) B. Schenn (4:50) E. Gudbranson (10:45) L. Leblanc (13:27) B. Schenn (14:34) M. Foligno (18:00) B. Schenn (20:44) B. Schenn (56:35) S. Couturier (57:18) E. Gudbranson (59:31) | HSBC Arena, Buffalo Zuschauer: 17.061 |

| 30. Dezember 2010 15:00 Uhr | 30. Dezember 2010 21:00 Uhr | Schweden J. Larsson (5:53) M. Friberg (15:59) J. Fast (17:09) S. Wännström (24:59) J. Fast (25:42) C. Järnkrok (45:48) | 6:3 (3:1, 2:2, 1:0) Spielbericht | Tschechien M. Hlinka (3:09) M. Frk (28:07) M. Frk (34:51) | Dwyer Arena, Lewiston Zuschauer: 1.388 |

| 30. Dezember 2010 19:00 Uhr | 31. Dezember 2010 1:00 Uhr | Russland N. Dwuretschenski (6:58) D. Sobtschenko (12:54) W. Tarassenko (24:03) D. Sobtschenko (40:18) M. Kizyn (48:29) A. Sergejew (51:57) J. Kusnezow (55:18) A. Woronin (55:37) | 8:2 (2:2, 1:0, 5:0) Spielbericht | Norwegen N. Weberg (11:59) J. Oppøyen (15:59) | Dwyer Arena, Lewiston Zuschauer: 1.382 |

| 31. Dezember 2010 16:00 Uhr | 31. Dezember 2010 22:00 Uhr | Kanada S. Couturier (0:58) Q. Howden (15:38) C. Hamilton (19:59) C. Hamilton (24:37) B. Schenn (43:22) | 5:6 n. P. (3:2, 1:2, 1:1, 0:0, 0:1) Spielbericht | Schweden M. Friberg (2:14) C. Klingberg (14:55) C. Klingberg (20:52) J. Thörnberg (22:44) P. Cehlin (51:43) O. Lindberg (PS) | HSBC Arena, Buffalo Zuschauer: 17.761 |

| 31. Dezember 2010 19:00 Uhr | 1. Januar 2011 1:00 Uhr | Tschechien J. Orsava (1:53) P. Straka (22:33) M. Hlinka (51:01) | 3:8 (1:4, 1:4, 1:0) Spielbericht | Russland D. Orlow (2:57) J. Kusnezow (6:23) D. Golubew (8:30) W. Tarassenko (10:48) G. Berdjukow (24:28) D. Sobtschenko (26:28) A. Panarin (30:22) M. Kizyn (31:00) | Dwyer Arena, Lewiston Zuschauer: 1.400 |

| Pl. |            | Sp | S | OTS | OTN | N | Tore  | Punkte |
| 1.  | Schweden   | 4  | 3 | 1   | 0   | 0 | 21:09 | 11     |
| 2.  | Kanada     | 4  | 3 | 0   | 1   | 0 | 28:12 | 10     |
| 3.  | Russland   | 4  | 2 | 0   | 0   | 2 | 19:13 | 6      |
| 4.  | Tschechien | 4  | 1 | 0   | 0   | 3 | 10:21 | 3      |
| 5.  | Norwegen   | 4  | 0 | 0   | 0   | 4 | 04:27 | 0      |

Abkürzungen: Pl. = Platz, Sp = Spiele, S = Siege, OTS = Siege nach Verlängerung (Overtime) oder Penaltyschießen, OTN = Niederlagen nach Verlängerung oder Penaltyschießen, N = Niederlagen

Erläuterungen: Halbfinalqualifikant, Viertelfinalqualifikant, Abstiegsrundenqualifikant

### Abstiegsrunde
| 2. Januar 2011 15:30 Uhr | 2. Januar 2011 21:30 Uhr | Slowakei R. Pánik (12:25) R. Pánik (13:03) R. Majdan (51:01) R. Pánik (53:29) R. Pánik (55:05) | 5:0 (2:0, 0:0, 3:0) Spielbericht | Norwegen | Dwyer Arena, Lewiston Zuschauer: 1.189 |

| 2. Januar 2011 19:30 Uhr | 3. Januar 2011 1:30 Uhr | Tschechien M. Hlinka (28:04) O. Palát (50:44) O. Palát (59:00) | 3:2 (0:0, 1:1, 2:1) Spielbericht | Deutschland N. Hauner (22:54) M. Möchel (46:21) | Dwyer Arena, Lewiston Zuschauer: 1.171 |

| 4. Januar 2011 15:30 Uhr | 4. Januar 2011 21:30 Uhr | Deutschland T. Kühnhackl (22:15) | 1:3 (0:1, 1:0, 0:2) Spielbericht | Norwegen N. Weberg (1:14) H. K. Hollstedt (48:31) P. Røste Fossen (59:51) | Dwyer Arena, Lewiston Zuschauer: 1.108 |

| 4. Januar 2011 19:30 Uhr | 5. Januar 2011 1:30 Uhr | Tschechien P. Holík (16:22) J. Culek (19:13) T. Rachůnek (20:24) A. Nestrašil (20:54) M. Frk (34:43) | 5:2 (2:0, 3:2, 0:0) Spielbericht | Slowakei R. Pánik (23:41) R. Pánik (38:05) | Dwyer Arena, Lewiston Zuschauer: 1.080 |

| Pl. |             | Sp | S | OTS | OTN | N | Tore  | Punkte |
| 1.  | Tschechien  | 3  | 3 | 0   | 0   | 0 | 10:04 | 9      |
| 2.  | Slowakei    | 3  | 1 | 1   | 0   | 1 | 09:06 | 5      |
| 3.  | Norwegen    | 3  | 1 | 0   | 0   | 2 | 03:08 | 3      |
| 4.  | Deutschland | 3  | 0 | 0   | 1   | 2 | 04:08 | 1      |

Anmerkung: Die Vorrundenspiele  Slowakei –  Deutschland (2:1 n. V.) und  Tschechien –  Norwegen (2:0) sind in die Tabelle eingerechnet.

Abkürzungen: Pl. = Platz, Sp = Spiele, S = Siege, OTS = Siege nach Verlängerung (Overtime) oder Penaltyschießen, OTN = Niederlagen nach Verlängerung oder Penaltyschießen, N = Niederlagen

Erläuterungen: Absteiger in die Division I

### Finalrunde
|  | Viertelfinale    | Viertelfinale | Viertelfinale |    |          | Halbfinale | Halbfinale | Halbfinale |    |          | Finale           | Finale           | Finale           |
|  |                  |               |               |    |          |            |            |            |    |          |                  |                  |                  |
|  |                  |               |               |    |          | A1         | USA        | 1          |    |          |                  |                  |                  |
|  | B2               | Kanada        | 4             |    |          | B2         | Kanada     | 4          |    |          |                  |                  |                  |
|  | A3               | Schweiz       | 1             |    |          |            |            |            |    | B2       | Kanada           | 3                |                  |
|  |                  |               |               |    | B3       | Russland   | 5          |            |    |          |                  |                  |                  |
|  |                  |               |               | B1 | Schweden | 3          |            |            |    |          |                  |                  |                  |
|  | A2               | Finnland      | 3             |    |          | B3         | Russland   | 4          |    |          | Spiel um Platz 3 | Spiel um Platz 3 | Spiel um Platz 3 |
|  | B3               | Russland      | 4             |    |          |            |            |            | B1 | Schweden | 2                |                  |                  |
|  |                  |               |               | A1 | USA      | 4          |            |            |    |          |                  |                  |                  |
|  |                  |               |               |    |          |            |            |            |    |          |                  |                  |                  |
|  | Spiel um Platz 5 |               |               |    |          |            |            |            |    |          |                  |                  |                  |
|  | B2               | Finnland      | 2             |    |          |            |            |            |    |          |                  |                  |                  |
|  | A3               | Schweiz       | 3             |    |          |            |            |            |    |          |                  |                  |                  |

#### Viertelfinale
| 2. Januar 2011 15:30 Uhr | 2. Januar 2011 21:30 Uhr | Kanada R. Johansen (15:06) C. Cizikas (37:28) L. Leblanc (44:17) Z. Kassian (58:01) | 4:1 (1:1, 1:0, 2:0) Spielbericht | Schweiz I. Pestoni (1:09) | HSBC Arena, Buffalo Zuschauer: 14.890 |

| 2. Januar 2011 19:30 Uhr | 3. Januar 2011 1:30 Uhr | Finnland T. Pulkkinen (12:32) J. Junttila (37:26) J. Donskoi (42:24) | 3:4 n. V. (1:1, 1:0, 1:2, 0:1) Spielbericht | Russland J. Urytschew (10:10) J. Kusnezow (56:19) M. Kizyn (58:22) J. Kusnezow (66:44) | HSBC Arena, Buffalo Zuschauer: 13.471 |

#### Spiel um Platz 5
| 4. Januar 2011 19:30 Uhr | 5. Januar 2011 1:30 Uhr | Finnland T. Pulkkinen (0:22) E. Haula (18:03) | 2:3 n. P. (2:1, 0:1, 0:0, 0:0, 0:1) Spielbericht | Schweiz I. Pestoni (2:56) L. Camperchioli (25:23) Y. Herren (PS) | HSBC Arena, Buffalo Zuschauer: 14.052 |

#### Halbfinale
| 3. Januar 2011 15:30 Uhr | 3. Januar 2011 21:30 Uhr | Schweden A. Larsson (37:59) C. Järnkrok (41:20) P. Cehlin (56:41) | 3:4 n. P. (0:1, 1:1, 2:1, 0:0, 0:1) Spielbericht | Russland W. Tarassenko (6:37) D. Golubew (27:09) S. Kalinin (58:33) D. Golubew (PS) | HSBC Arena, Buffalo Zuschauer: 13.435 |

| 3. Januar 2011 19:30 Uhr | 4. Januar 2011 1:30 Uhr | USA C. Brown (49:37) | 1:4 (0:2, 0:1, 1:1) Spielbericht | Kanada C. Hamilton (2:38) Q. Howden (13:54) R. Johansen (25:59) Z. Kassian (46:02) | HSBC Arena, Buffalo Zuschauer: 18.690 |

#### Spiel um Platz 3
| 5. Januar 2011 15:30 Uhr | 5. Januar 2011 21:30 Uhr | Schweden O. Lindberg (31:58) J. Fast (54:18) | 2:4 (0:0, 1:1, 1:3) Spielbericht | USA C. Kreider (33:32) D. Shore (40:52) N. Bjugstad (51:40) C. Kreider (58:07) | HSBC Arena, Buffalo Zuschauer: 16.104 |

#### Finale
| 5. Januar 2011 19:30 Uhr | 6. Januar 2011 1:30 Uhr | Kanada R. Ellis (4:50) C. Ashton (19:46) B. Schenn (26:27) | 3:5 (2:0, 1:0, 0:5) Spielbericht | Russland A. Panarin (42:33) M. Kizyn (42:46) W. Tarassenko (47:29) A. Panarin (55:22) N. Dwuretschenski (58:44) | HSBC Arena, Buffalo Zuschauer: 18.690 |

### Statistik

#### Beste Scorer
Abkürzungen: GP = Spiele, G = Tore, A = Assists, Pts = Punkte, +/- = Plus/Minus, PIM = Strafminuten; Fett: Turnierbestwert
| Spieler             | Team       | GP | G | A  | Pts | +/− | PIM |
| ------------------- | ---------- | -- | - | -- | --- | --- | --- |
| Brayden Schenn      | Kanada     | 7  | 8 | 10 | 18  | +10 | 0   |
| Jewgeni Kusnezow    | Russland   | 7  | 4 | 7  | 11  | +7  | 4   |
| Wladimir Tarassenko | Russland   | 7  | 4 | 7  | 11  | +8  | 0   |
| Ryan Ellis          | Kanada     | 7  | 3 | 7  | 10  | +2  | 2   |
| Richard Pánik       | Slowakei   | 6  | 7 | 2  | 9   | +1  | 12  |
| Maxim Kizyn         | Russland   | 7  | 5 | 4  | 9   | +7  | 0   |
| Teemu Pulkkinen     | Finnland   | 6  | 3 | 6  | 9   | +2  | 6   |
| Ryan Johansen       | Kanada     | 7  | 3 | 6  | 9   | +4  | 2   |
| Dmitri Orlow        | Russland   | 7  | 1 | 8  | 9   | +10 | 6   |
| Jakub Jeřábek       | Tschechien | 6  | 1 | 7  | 8   | +1  | 4   |

#### Beste Torhüter
Abkürzungen: GP = Spiele, TOI = Eiszeit (in Minuten), GA = Gegentore, SO = Shutouts, Sv% = gehaltene Schüsse (in %), GAA = Gegentorschnitt; Fett: Turnierbestwert
| Spieler        | Team        | GP | TOI    | GA | SO | Sv%   | GAA  |
| -------------- | ----------- | -- | ------ | -- | -- | ----- | ---- |
| Jack Campbell  | USA         | 6  | 353:35 | 10 | 0  | 94,08 | 1,70 |
| Joni Ortio     | Finnland    | 6  | 354:52 | 11 | 1  | 93,12 | 1,86 |
| Niklas Treutle | Deutschland | 4  | 186:04 | 7  | 0  | 93,00 | 2,26 |
| Mark Visentin  | Kanada      | 4  | 239:05 | 8  | 0  | 92,31 | 2,01 |
| Dmitri Schikin | Russland    | 6  | 342:11 | 16 | 0  | 92,00 | 2,81 |

### Abschlussplatzierungen
| Pl. | Team        |
| --- | ----------- |
| 1   | Russland    |
| 2   | Kanada      |
| 3   | USA         |
| 4   | Schweden    |
| 5   | Schweiz     |
| 6   | Finnland    |
| 7   | Tschechien  |
| 8   | Slowakei    |
| 9   | Norwegen    |
| 10  | Deutschland |

### Titel, Auf- und Abstieg
| Weltmeister Russland | Georgi Berdjukow, Maxim Beresin, Igor Bobkow, Stanislaw Botscharow, Anton Burdassow, Nikita Dwuretschenski, Denis Golubew, Maxim Ignatowitsch, Sergei Kalinin, Maxim Kizyn, Jewgeni Kusnezow, Dmitri Orlow, Artemi Panarin, Nikita Piwzakin, Nikita Saizew, Dmitri Schikin, Andrei Sergejew, Daniil Sobtschenko, Wladimir Tarassenko, Juri Urytschew, Semjon Waluiski, Artjom Woronin Trainer: Waleri Bragin |

| Silber Kanada | Carter Ashton, Tyson Barrie, Casey Cizikas, Brett Connolly, Sean Couturier, Jared Cowen, Simon Després, Cody Eakin, Ryan Ellis, Marcus Foligno, Erik Gudbranson, Calvin de Haan, Curtis Hamilton, Quinton Howden, Ryan Johansen, Zack Kassian, Louis Leblanc, Dylan Olsen, Olivier Roy, Brayden Schenn, Jaden Schwartz, Mark Visentin Trainer: Dave Cameron |

| Bronze USA | Nick Bjugstad, Ryan Bourque, Chris Brown, Mitch Callahan, Jack Campbell, Charlie Coyle, Jerry D’Amigo, Brian Dumoulin, Emerson Etem, Justin Faulk, Derek Forbort, Andy Iles, Chris Kreider, Nick Leddy, Jon Merrill, Jeremy Morin, Brock Nelson, Kyle Palmieri, John Ramage, Drew Shore, Patrick Wey, Jason Zucker Trainer: Keith Allain |

| Absteiger in die Division I:    | Deutschland, Norwegen |
| Aufsteiger in die Top-Division: | Dänemark, Lettland    |

### Auszeichnungen
Spielertrophäen
| Auszeichnung         | Spieler        | Team   |
| -------------------- | -------------- | ------ |
| Wertvollster Spieler | Brayden Schenn | Kanada |
| Bester Torhüter      | Jack Campbell  | USA    |
| Bester Verteidiger   | Ryan Ellis     | Kanada |
| Bester Stürmer       | Brayden Schenn | Kanada |

All-Star-Team
| Angriff:      | Ryan Johansen – Brayden Schenn – Jewgeni Kusnezow |
| Verteidigung: | Ryan Ellis – Dmitri Orlow                         |
| Tor:          | Jack Campbell                                     |

## Division I

### Gruppe A in Babrujsk, Belarus
Die Weltmeisterschaft der Gruppe A in der Division I wurde vom 13. bis zum 19. Dezember 2010 in Babrujsk in Belarus ausgetragen. Die Spiele fanden in der Babrujsk-Arena mit 7.151 Plätzen statt.
| 13. Dezember 2010 12:00 Uhr | Japan | 0:6 (0:0, 0:3, 0:3) Spielbericht | Italien F. Calovi (29:55) M. Presti (30:25) P. Grandi (39:29) M. Prest (46:34) M. Presti (48:00) M. Presti (50:35) | Babrujsk-Arena, Babrujsk Zuschauer: 3.200 |

| 13. Dezember 2010 15:30 Uhr | Großbritannien T. Squires (42:31) | 1:6 (0:1, 0:4, 1:1) Spielbericht | Lettland E. Biezais (13:18) Z. Girgensons (35:27) K. Pelšs (35:42) Z. Girgensons (38:03) E. Biezais (39:34) J. Upītis (54:02) | Babrujsk-Arena, Babrujsk Zuschauer: 2.700 |

| 13. Dezember 2010 19:00 Uhr | Ukraine D. Chanin (34:36) S. Palamartschuk (44:56) | 2:7 (0:1, 1:2, 1:4) Spielbericht | Belarus A. Ljauscha (10:53) A. Autajeu (25:43) P. Szjapanau (35:01) M. Susla (49:44) A. Jelissejenka (52:54) A. Ljauscha (56:17) M. Susla (57:58) | Babrujsk-Arena, Babrujsk Zuschauer: 5.500 |

| 14. Dezember 2010 12:00 Uhr | Italien | 0:2 (0:0, 0:2, 0:0) Spielbericht | Großbritannien J. Prince (20:17) R. Farmer (39:42) | Babrujsk-Arena, Babrujsk Zuschauer: 2.500 |

| 14. Dezember 2010 15:30 Uhr | Lettland R. Tūbelis (4:45) K. Kalvītis (10:33) A. Salija (18:03) R. Freibergs (31:23) Z. Girgensons (38:51) J. Upītis (42:22) E. Biezais (44:20) K. Pelšs (50:40) Ģ. Jansons (55:47) | 9:0 (3:0, 2:0, 4:0) Spielbericht | Ukraine | Babrujsk-Arena, Babrujsk Zuschauer: 1.900 |

| 14. Dezember 2010 19:00 Uhr | Belarus M. Charamanda (2:42) P. Szjapanau (40:47) K. Hatawez (44:53) M. Susla (46:00) | 4:1 (1:0, 0:1, 3:0) Spielbericht | Japan Y. Takami (27:15) | Babrujsk-Arena, Babrujsk Zuschauer: 5.100 |

| 16. Dezember 2010 12:00 Uhr | Großbritannien T. Squires (25:27) J. Prince (32:33) J. Lewis (50:31) L. Chong (51:43) J. Prince (52:01) | 5:1 (0:0, 2:1, 3:0) Spielbericht | Ukraine W. Bobownikow (36:00) | Babrujsk-Arena, Babrujsk Zuschauer: 2.000 |

| 16. Dezember 2010 15:30 Uhr | Lettland M. Bičevskis (7:42) M. Bičevskis (28:43) | 2:1 (1:1, 1:0, 0:0) Spielbericht | Japan T. Gorai (0:57) | Babrujsk-Arena, Babrujsk Zuschauer: 2.000 |

| 16. Dezember 2010 19:00 Uhr | Belarus A. Jelissejenka (24:29) M. Susla (33:06) M. Susla (49:54) R. Asimau (52:53) | 4:2 (0:0, 2:1, 2:1) Spielbericht | Italien M. Felderer (22:49) M. Felderer (42:46) | Babrujsk-Arena, Babrujsk Zuschauer: 5.300 |

| 17. Dezember 2010 12:00 Uhr | Ukraine | 0:6 (0:3, 0:1, 0:2) Spielbericht | Japan S. Iwatsuki (9:04) M. Ushū (10:33) H. Satō (14:22) D. Akimoto (23:16) T. Murotani (41:53) K. Mitamura (50:03) | Babrujsk-Arena, Babrujsk Zuschauer: 1.500 |

| 17. Dezember 2010 15:30 Uhr | Italien | 0:1 (0:0, 0:1, 0:0) Spielbericht | Lettland Z. Girgensons (28:12) | Babrujsk-Arena, Babrujsk Zuschauer: 1.600 |

| 17. Dezember 2010 19:00 Uhr | Belarus R. Asimau (42:28) R. Malinouski (47:56) | 2:1 (0:1, 0:0, 2:0) Spielbericht | Großbritannien J. Prince (0:55) | Babrujsk-Arena, Babrujsk Zuschauer: 5.900 |

| 19. Dezember 2010 12:00 Uhr | Japan A. Matsuura (59:43) | 1:3 (0:0, 0:2, 1:1) Spielbericht | Großbritannien N. Salem (25:18) T. Squires (26:31) J. Prince (45:29) | Babrujsk-Arena, Babrujsk Zuschauer: 1.000 |

| 19. Dezember 2010 15:30 Uhr | Italien M. Stevan (5:48) L. Frigo (29:26) M. Felderer (34:41) P. Grandi (36:49) D. Kostner (37:39) | 5:1 (1:0, 4:0, 0:1) Spielbericht | Ukraine J. Besuhlj (56:22) | Babrujsk-Arena, Babrujsk Zuschauer: 1.000 |

| 19. Dezember 2010 19:00 Uhr | Lettland E. Dīķis (7:29) B. Zabis (22:07) J. Upītis (59:28) | 3:1 (1:1, 1:0, 1:0) Spielbericht | Belarus W. Jarocha (2:19) | Babrujsk-Arena, Babrujsk Zuschauer: 7.000 |

| Pl. |                | Sp | S | OTS | OTN | N | Tore  | Punkte |
| 1.  | Lettland       | 5  | 5 | 0   | 0   | 0 | 21:03 | 15     |
| 2.  | Belarus        | 5  | 4 | 0   | 0   | 1 | 18:09 | 12     |
| 3.  | Großbritannien | 5  | 3 | 0   | 0   | 2 | 12:10 | 9      |
| 4.  | Italien        | 5  | 2 | 0   | 0   | 3 | 13:08 | 6      |
| 5.  | Japan          | 5  | 1 | 0   | 0   | 4 | 09:15 | 3      |
| 6.  | Ukraine        | 5  | 0 | 0   | 0   | 5 | 04:32 | 0      |

Abkürzungen: Pl. = Platz, Sp = Spiele, S = Siege, OTS = Siege nach Verlängerung (Overtime) oder Penaltyschießen, OTN = Niederlagen nach Verlängerung oder Penaltyschießen, N = Niederlagen

Erläuterungen: Aufsteiger in die Top-Division, Absteiger in die Division II

#### Division-I-Siegermannschaft: Lettland
| Division-I-Aufsteiger Lettland | Māris Bičevskis, Elvijs Biezais, Edgars Dīķis, Māris Diļevka, Ralfs Freibergs, Zemgus Girgensons, Kristers Gudļevskis, Mārtiņš Jakovļevs, Ģirts Jansons, Jānis Kalniņš, Egils Kalns, Kārlis Kalvītis, Ronalds Ķēniņš, Artūrs Mickevičs, Kristiāns Pelšs, Mārtiņš Porejs, Artūrs Salija, Ēriks Ševčenko, Dāvis Straupe, Raimonds Tūbelis, Juris Upītis, Bruno Zabis Trainer: Leonīds Beresņevs |

### Gruppe B in Bled, Slowenien
Die Weltmeisterschaft der Gruppe B in der Division I fand vom 12. bis zum 18. Dezember 2010 im slowenischen Bled statt. Alle Spiele wurden in der Hokejska dvorana mit 1.736 Plätzen ausgetragen.
| 12. Dezember 2010 13:00 Uhr | Kasachstan A. Belkin (26:05) | 1:7 (0:2, 1:1, 0:4) Spielbericht | Dänemark T. Spelling (2:08) P. Bjorkstrand (5:24) M. Mieritz (32:59) T. Spelling (41:45) N. Meyer (44:06) P. Russell (48:09) P. Bjorkstrand (55:14) | Hokejska dvorana, Bled Zuschauer: 200 |

| 12. Dezember 2010 16:30 Uhr | Litauen | 0:5 (0:1, 0:3, 0:1) Spielbericht | Österreich K. Komarek (12:16) K. Komarek (24:49) M. Pöck (25:47) D. Lindner (30:18) P. Platzer (47:24) | Hokejska dvorana, Bled Zuschauer: 300 |

| 12. Dezember 2010 20:00 Uhr | Kroatien B. Rendulić (23:22) M. Kalauz (34:08) I. Lazić (58:19) | 3:11 (0:4, 2:5, 1:2) Spielbericht | Slowenien A. Kuralt (2:01) M. Verlič (5:13) L. Ščap (14:02) R. Leber (17:11) E. Pance (21:36) M. Štebih (23:39) T. Čimžar (29:08) J. Markelj (31:50) K. Ograjenšek (38:26) E. Pance (56:00) E. Pance (59:14) | Hokejska dvorana, Bled Zuschauer: 400 |

| 13. Dezember 2010 15:00 Uhr | Österreich F. Hofer (21:31) K. Puschnik (23:53) K. Puschnik (28:08) F. Hofer (33:02) M. Pöck (59:59) | 5:2 (0:1, 4:1, 1:0) Spielbericht | Kasachstan N. Mokin (12:21) A. Petrow (37:27) | Hokejska dvorana, Bled Zuschauer: 200 |

| 13. Dezember 2010 18:30 Uhr | Dänemark N. Meyer (8:08) P. Russell (17:54) M. Lauridsen (18:25) S. Klarskov Nielsen (19:28) C. Nordentoft (22:10) S. Pedersen (26:40) N. Jensen (28:08) P. Russell (30:13) N. Meyer (35:34) A. Schultz (42:01) P. Russell (45:00) P. Russell (59:45) | 12:3 (4:1, 5:1, 3:1) Spielbericht | Kroatien B. Rendulić (13:58) M. Blagus (32:48) D. Kanaet (57:42) | Hokejska dvorana, Bled Zuschauer: 200 |

| 14. Dezember 2010 18:30 Uhr | Slowenien E. Pance (3:31) G. Kopitar (6:17) K. Ograjenšek (8:50) K. Ograjenšek (10:49) G. Koren (12:01) E. Pance (17:27) K. Ograjenšek (23:48) M. Verlič (33:16) K. Ograjenšek (43:34) T. Čimžar (50:58) | 10:3 (6:1, 2:1, 2:1) Spielbericht | Litauen A. Židkovas (4:52) N. Ališauskas (28:13) A. Židkovas (48:21) | Hokejska dvorana, Bled Zuschauer: 300 |

| 15. Dezember 2010 13:00 Uhr | Österreich K. Puschnik (22:45) K. Puschnik (32:06) N. Hartl (49:46) P. Schneider (64:24) | 4:3 n. V. (0:0, 2:1, 1:2, 1:0) Spielbericht | Kroatien M. Šakić (35:56) M. Blagus (48:46) B. Rendulić (52:09) | Hokejska dvorana, Bled Zuschauer: 200 |

| 15. Dezember 2010 16:30 Uhr | Litauen P. Rulevičius (7:41) D. Bogdziul (12:46) L. Rimkus (28:28) N. Ališauskas (58:55) | 4:6 (2:0, 1:3, 1:3) Spielbericht | Kasachstan P. Karatajew (32:38) W. Gabdulin (36:15) D. Kostarew (36:43) A. Petrow (45:18) A. Belkin (47:52) A. Petrow (57:11) | Hokejska dvorana, Bled Zuschauer: 200 |

| 15. Dezember 2010 20:00 Uhr | Dänemark A. Schultz (10:18) P. Bjorkstrand (34:13) | 2:1 (1:1, 1:0, 0:0) Spielbericht | Slowenien E. Pance (17:39) | Hokejska dvorana, Bled Zuschauer: 600 |

| 16. Dezember 2010 18:30 Uhr | Kasachstan A. Petrow (9:42) T. Morew (11:29) J. Bondanarenko (27:40) M. Rachmanow (29:37) P. Karatajew (53:50) A. Kochan (58:36) | 6:2 (2:0, 2:2, 2:0) Spielbericht | Kroatien D. Kanaet (20:28) D. Kanaet (26:49) | Hokejska dvorana, Bled Zuschauer: 100 |

| 17. Dezember 2010 15:00 Uhr | Dänemark N. Meyer (3:57) P. Russell (4:20) N. Jensen (7:35) N. Meyer (14:05) N. Meyer (16:35) N. Meyer (19:05) P. Russell (40:57) T. Spelling (47:25) S. Klarskov Nielsen (59:59) | 9:1 (6:1, 0:0, 3:0) Spielbericht | Litauen A. Židkovas (14:39) | Hokejska dvorana, Bled Zuschauer: 100 |

| 17. Dezember 2010 18:30 Uhr | Slowenien G. Koren (8:13) G. Kopitar (42:37) L. Ščap (53:02) | 3:2 (1:0, 0:0, 2:2) Spielbericht | Österreich K. Komarek (43:11) K. Komarek (59:45) | Hokejska dvorana, Bled Zuschauer: 400 |

| 18. Dezember 2010 12:00 Uhr | Kroatien I. Lazić (32:15) D. Kanaet (45:48) B. Silovic (53:02) N. Senzel (49:37) B. Rendulić (54:28) | 5:2 (0:1, 1:1, 4:0) Spielbericht | Litauen B. Šilinskas (3:41) P. Rulevičius (32:53) | Hokejska dvorana, Bled Zuschauer: k. A. |

| 18. Dezember 2010 15:30 Uhr | Österreich F. Hofer (9:40) K. Puschnik (15:40) M. Pöck (22:01) M. Brucker (26:50) P. Platzer (27:33) K. Puschnik (31:40) E. Romig (37:42) K. Komarek (58:29) | 8:5 (2:2, 5:2, 1:1) Spielbericht | Dänemark C. Nordentorft (4:50) N. Meyer (8:05) A. Schultz (20:29) A. Schultz (38:16) M. Mieritz (44:45) | Hokejska dvorana, Bled Zuschauer: 200 |

| 18. Dezember 2010 19:00 Uhr | Slowenien D. Rakovič (22:04) M. Verlič (41:45) G. Koren (43:45) E. Pance (45:51) K. Ograjenšek (49:46) L. Ščap (59:03) | 6:4 (0:2, 1:2, 5:0) Spielbericht | Kasachstan A. Petrow (0:11) N. Belgibajew (4:00) D. Tararin (25:02) A. Belkin (39:06) | Hokejska dvorana, Bled Zuschauer: 300 |

| Pl. |            | Sp | S | OTS | OTN | N | Tore  | Punkte |
| 1.  | Dänemark   | 5  | 4 | 0   | 0   | 1 | 35:14 | 12     |
| 2.  | Slowenien  | 5  | 4 | 0   | 0   | 1 | 31:14 | 12     |
| 3.  | Österreich | 5  | 3 | 1   | 0   | 1 | 24:13 | 11     |
| 4.  | Kasachstan | 5  | 2 | 0   | 0   | 3 | 19:24 | 6      |
| 5.  | Kroatien   | 5  | 1 | 0   | 1   | 3 | 16:35 | 4      |
| 6.  | Litauen    | 5  | 0 | 0   | 0   | 5 | 10:35 | 0      |

Abkürzungen: Pl. = Platz, Sp = Spiele, S = Siege, OTS = Siege nach Verlängerung (Overtime) oder Penaltyschießen, OTN = Niederlagen nach Verlängerung oder Penaltyschießen, N = Niederlagen

Erläuterungen: Aufsteiger in die Top-Division, Absteiger in die Division II

#### Division-I-Siegermannschaft: Dänemark
| Division-I-Aufsteiger Dänemark | Patrick Bjorkstrand, Philip Bruggisser, Jannik Christensen, Mikael Christensen, Rasmus Damgaard, Sebastian Feuk, Simon Grønvaldt, Mattias Horan, Jesper Jensen Aabo, Lasse Jensen, Nicklas Jensen, Steffen Klarskov Nielsen, Markus Lauridsen, Nicolai Meyer, Mark Mieritz, Christian Nordentoft, Søren Pedersen, Anders Poulsen, Martin Rahbek, Nikolaj Rosenthal, Patrick Russell, Anders Schultz, Thomas Spelling Trainer: Todd Bjorkstrand |

### Auf- und Abstieg
| Absteiger in die Division I:    | Deutschland, Norwegen |
| Aufsteiger in die Top-Division: | Dänemark, Lettland    |
| Absteiger in die Division II:   | Litauen, Ukraine      |
| Aufsteiger in die Division I:   | Frankreich, Polen     |

## Division II

### Gruppe A in Tallinn, Estland
Das Turnier der Gruppe A in der Division II fand vom 13. bis zum 19. Dezember 2010 in der estnischen Hauptstadt Tallinn statt. Die Spiele wurden in der Premia Jäähall ausgetragen, die Platz für ca. 750 Zuschauer bietet.
| 13. Dezember 2010 13:00 Uhr | Island | 5:1 (1:1, 1:0, 3:0) Spielbericht | Belgien | Premia Jäähall, Tallinn Zuschauer: 100 |

| 13. Dezember 2010 16:30 Uhr | Spanien | 1:8 (0:2, 0:2, 1:4) Spielbericht | Frankreich | Premia Jäähall, Tallinn Zuschauer: 125 |

| 13. Dezember 2010 20:00 Uhr | Niederlande | 5:2 (2:2, 0:0, 3:0) Spielbericht | Estland | Premia Jäähall, Tallinn Zuschauer: 542 |

| 14. Dezember 2010 13:00 Uhr | Frankreich | 15:0 (5:0, 5:0, 5:0) Spielbericht | Belgien | Premia Jäähall, Tallinn Zuschauer: 100 |

| 14. Dezember 2010 16:30 Uhr | Niederlande | 3:1 (1:0, 1:0, 1:1) Spielbericht | Spanien | Premia Jäähall, Tallinn Zuschauer: 112 |

| 14. Dezember 2010 20:00 Uhr | Estland | 7:1 (0:1, 4:0, 3:0) Spielbericht | Island | Premia Jäähall, Tallinn Zuschauer: 487 |

| 16. Dezember 2010 13:00 Uhr | Niederlande | 5:1 (1:1, 1:0, 3:0) Spielbericht | Island | Premia Jäähall, Tallinn Zuschauer: 75 |

| 16. Dezember 2010 16:30 Uhr | Spanien | 5:2 (2:1, 1:0, 2:1) Spielbericht | Belgien | Premia Jäähall, Tallinn Zuschauer: 80 |

| 16. Dezember 2010 20:00 Uhr | Frankreich | 11:0 (4:0, 4:0, 3:0) Spielbericht | Estland | Premia Jäähall, Tallinn Zuschauer: 500 |

| 17. Dezember 2010 13:00 Uhr | Belgien | 6:5 n. P. (2:2, 1:1, 2:2, 0:0, 1:0) Spielbericht | Niederlande | Premia Jäähall, Tallinn Zuschauer: 59 |

| 17. Dezember 2010 16:30 Uhr | Island | 3:9 (1:2, 0:4, 2:3) Spielbericht | Frankreich | Premia Jäähall, Tallinn Zuschauer: 89 |

| 17. Dezember 2010 20:00 Uhr | Estland | 3:4 (1:1, 1:1, 1:2) Spielbericht | Spanien | Premia Jäähall, Tallinn Zuschauer: 650 |

| 19. Dezember 2010 13:00 Uhr | Spanien | 1:0 (1:0, 0:0, 0:0) Spielbericht | Island | Premia Jäähall, Tallinn Zuschauer: 102 |

| 19. Dezember 2010 16:30 Uhr | Frankreich | 6:1 (4:0, 2:1, 0:0) Spielbericht | Niederlande | Premia Jäähall, Tallinn Zuschauer: 150 |

| 19. Dezember 2010 20:00 Uhr | Belgien | 8:4 (3:0, 4:3, 1:1) Spielbericht | Estland | Premia Jäähall, Tallinn Zuschauer: 751 |

| Pl. |             | Sp | S | OTS | OTN | N | Tore  | Punkte |
| 1.  | Frankreich  | 5  | 5 | 0   | 0   | 0 | 49:05 | 15     |
| 2.  | Niederlande | 5  | 3 | 0   | 1   | 1 | 19:16 | 10     |
| 3.  | Spanien     | 5  | 3 | 0   | 0   | 2 | 12:16 | 9      |
| 4.  | Belgien     | 5  | 1 | 1   | 0   | 3 | 17:34 | 5      |
| 5.  | Estland     | 5  | 1 | 0   | 0   | 4 | 16:29 | 3      |
| 6.  | Island      | 5  | 1 | 0   | 0   | 4 | 10:23 | 3      |

Abkürzungen: Pl. = Platz, Sp = Spiele, S = Siege, OTS = Siege nach Verlängerung (Overtime) oder Penaltyschießen, OTN = Niederlagen nach Verlängerung oder Penaltyschießen, N = Niederlagen

Erläuterungen: Aufsteiger in die Division I, Absteiger in die Division III

### Gruppe B in Miercurea Ciuc, Rumänien
Vom 13. bis zum 19. Dezember 2010 fand die Weltmeisterschaft der Gruppe B in der Division II in Miercurea Ciuc in Rumänien statt. Austragungsort der Spiele war die Arena Vákár Lajos Műjégpálya mit 4.000 Plätzen.
| 13. Dezember 2010 13:00 Uhr | Australien | 5:7 (0:4, 4:2, 1:1) Spielbericht | Südkorea | Vákár Lajos Műjégpálya, Miercurea Ciuc Zuschauer: 170 |

| 13. Dezember 2010 16:30 Uhr | Ungarn | 20:0 (11:0, 3:0, 6:0) Spielbericht | Volksrepublik China | Vákár Lajos Műjégpálya, Miercurea Ciuc Zuschauer: 300 |

| 13. Dezember 2010 20:00 Uhr | Rumänien | 1:8 (1:3, 0:2, 0:3) Spielbericht | Polen | Vákár Lajos Műjégpálya, Miercurea Ciuc Zuschauer: 450 |

| 14. Dezember 2010 13:00 Uhr | Volksrepublik China | 3:10 (0:2, 0:5, 3:3) Spielbericht | Australien | Vákár Lajos Műjégpálya, Miercurea Ciuc Zuschauer: 60 |

| 14. Dezember 2010 16:30 Uhr | Polen | 10:3 (6:0, 2:1, 2:2) Spielbericht | Südkorea | Vákár Lajos Műjégpálya, Miercurea Ciuc Zuschauer: 100 |

| 14. Dezember 2010 20:00 Uhr | Ungarn | 7:0 (3:0, 4:0, 0:0) Spielbericht | Rumänien | Vákár Lajos Műjégpálya, Miercurea Ciuc Zuschauer: 800 |

| 16. Dezember 2010 13:00 Uhr | Polen | 20:0 (4:0, 6:0, 10:0) Spielbericht | Volksrepublik China | Vákár Lajos Műjégpálya, Miercurea Ciuc Zuschauer: 60 |

| 16. Dezember 2010 16:30 Uhr | Ungarn | 9:4 (4:2, 3:2, 2:0) Spielbericht | Australien | Vákár Lajos Műjégpálya, Miercurea Ciuc Zuschauer: 120 |

| 16. Dezember 2010 20:00 Uhr | Rumänien | 3:4 (2:1, 1:1, 0:2) Spielbericht | Südkorea | Vákár Lajos Műjégpálya, Miercurea Ciuc Zuschauer: 200 |

| 17. Dezember 2010 13:00 Uhr | Australien | 0:14 (0:3, 0:4, 0:7) Spielbericht | Polen | Vákár Lajos Műjégpálya, Miercurea Ciuc Zuschauer: 56 |

| 17. Dezember 2010 16:30 Uhr | Südkorea | 3:8 (0:6, 1:2, 2:0) Spielbericht | Ungarn | Vákár Lajos Műjégpálya, Miercurea Ciuc Zuschauer: 100 |

| 17. Dezember 2010 20:00 Uhr | Volksrepublik China | 3:6 (1:1, 0:2, 2:3) Spielbericht | Rumänien | Vákár Lajos Műjégpálya, Miercurea Ciuc Zuschauer: 150 |

| 19. Dezember 2010 13:00 Uhr | Südkorea | 10:4 (5:2, 2:2, 3:0) Spielbericht | Volksrepublik China | Vákár Lajos Műjégpálya, Miercurea Ciuc Zuschauer: 50 |

| 19. Dezember 2010 16:30 Uhr | Polen | 9:6 (4:1, 4:4, 1:1) Spielbericht | Ungarn | Vákár Lajos Műjégpálya, Miercurea Ciuc Zuschauer: 700 |

| 19. Dezember 2010 20:00 Uhr | Rumänien | 6:2 (2:1, 2:0, 2:1) Spielbericht | Ungarn | Vákár Lajos Műjégpálya, Miercurea Ciuc Zuschauer: 350 |

Das für Auf- und Abstieg bedeutungslose Spiel zwischen Rumänien und Australien wurde knapp drei Minuten vorfristig abgebrochen, nachdem es zu Handgreiflichkeiten unter den Spielern gekommen war.
| Pl. |                     | Sp | S | OTS | OTN | N | Tore  | Punkte |
| 1.  | Polen               | 5  | 5 | 0   | 0   | 0 | 61:10 | 15     |
| 2.  | Ungarn              | 5  | 4 | 0   | 0   | 1 | 50:16 | 12     |
| 3.  | Südkorea            | 5  | 3 | 0   | 0   | 2 | 27:30 | 9      |
| 4.  | Rumänien            | 5  | 2 | 0   | 0   | 3 | 16:24 | 6      |
| 5.  | Australien          | 5  | 1 | 0   | 0   | 4 | 21:39 | 3      |
| 6.  | Volksrepublik China | 5  | 0 | 0   | 0   | 5 | 10:66 | 0      |

Abkürzungen: Pl. = Platz, Sp = Spiele, S = Siege, OTS = Siege nach Verlängerung (Overtime) oder Penaltyschießen, OTN = Niederlagen nach Verlängerung oder Penaltyschießen, N = Niederlagen

Erläuterungen: Aufsteiger in die Division I, Absteiger in die Division III

### Auf- und Abstieg
| Absteiger in die Division II:  | Litauen, Ukraine            |
| Aufsteiger in die Division I:  | Frankreich, Polen           |
| Absteiger in die Division III: | Volksrepublik China, Island |
| Aufsteiger in die Division II: | Mexiko, Serbien             |

## Division III
Das Turnier der Division III wurde vom 9. bis zum 18. Januar 2011 in der mexikanischen Stadt Naucalpan de Juárez ausgetragen. Die Spiele fanden in der Arena La Pista Lomas Verdes mit 3.500 Plätzen statt. Die einzige Ausnahme bildete das erste Spiel des Gastgebers gegen Bulgarien. Dieses wurde auf einer temporären Eisfläche mit Tribünen für 50.000 Zuschauer auf der Plaza de la Constitución in der benachbarten Hauptstadt Mexiko-Stadt ausgetragen.
| 9. Januar 2011 13:30 Uhr (Ortszeit) | 9. Januar 2011 20:30 Uhr (MEZ) | Nordkorea | 12:4 (3:0, 4:2, 5:2) Spielbericht | Türkei | La Pista Lomas Verdes, Naucalpan de Juárez Zuschauer: 150 |

| 9. Januar 2011 17:00 Uhr | 10. Januar 2011 0:00 Uhr | Neuseeland | 5:3 (2:1, 0:0, 3:2) Spielbericht | Republik China (Taiwan) | La Pista Lomas Verdes, Naucalpan de Juárez Zuschauer: 100 |

| 9. Januar 2011 19:15 Uhr | 10. Januar 2011 2:15 Uhr | Mexiko | 8:0 (1:0, 4:0, 3:0) Spielbericht | Bulgarien | Plaza de la Constitución, Mexiko-Stadt Zuschauer: 3.000 |

| 10. Januar 2011 13:30 Uhr | 10. Januar 2011 20:30 Uhr | Serbien | 17:1 (6:0, 5:0, 5:1) Spielbericht | Bulgarien | La Pista Lomas Verdes, Naucalpan de Juárez Zuschauer: 100 |

| 10. Januar 2011 17:00 Uhr | 11. Januar 2011 0:00 Uhr | Republik China (Taiwan) | 4:6 (3:0, 1:2, 0:4) Spielbericht | Nordkorea | La Pista Lomas Verdes, Naucalpan de Juárez Zuschauer: 200 |

| 10. Januar 2011 20:30 Uhr | 11. Januar 2011 3:30 Uhr | Türkei | 5:7 (4:3, 1:2, 0:2) Spielbericht | Mexiko | La Pista Lomas Verdes, Naucalpan de Juárez Zuschauer: 750 |

| 12. Januar 2011 13:30 Uhr | 12. Januar 2011 20:30 Uhr | Neuseeland | 5:2 (1:0, 2:1, 2:1) Spielbericht | Bulgarien | La Pista Lomas Verdes, Naucalpan de Juárez Zuschauer: 100 |

| 12. Januar 2011 17:00 Uhr | 13. Januar 2011 0:00 Uhr | Serbien | 7:1 (3:1, 0:0, 4:0) Spielbericht | Türkei | La Pista Lomas Verdes, Naucalpan de Juárez Zuschauer: 200 |

| 12. Januar 2011 20:30 Uhr | 13. Januar 2011 3:30 Uhr | Mexiko | 9:1 (0:1, 4:0, 5:0) Spielbericht | Republik China (Taiwan) | La Pista Lomas Verdes, Naucalpan de Juárez Zuschauer: 1.500 |

| 14. Januar 2011 13:30 Uhr | 14. Januar 2011 20:30 Uhr | Bulgarien | 1:8 (0:4, 1:3, 0:1) Spielbericht | Nordkorea | La Pista Lomas Verdes, Naucalpan de Juárez Zuschauer: 100 |

| 14. Januar 2011 17:00 Uhr | 15. Januar 2011 0:00 Uhr | Türkei | 9:1 (3:1, 2:0, 4:0) Spielbericht | Neuseeland | La Pista Lomas Verdes, Naucalpan de Juárez Zuschauer: 220 |

| 14. Januar 2011 20:30 Uhr | 15. Januar 2011 3:30 Uhr | Republik China (Taiwan) | 0:13 (0:3, 0:3, 0:7) Spielbericht | Serbien | La Pista Lomas Verdes, Naucalpan de Juárez Zuschauer: 100 |

| 15. Januar 2011 13:30 Uhr | 15. Januar 2011 20:30 Uhr | Türkei | 9:3 (2:2, 4:0, 3:1) Spielbericht | Bulgarien | La Pista Lomas Verdes, Naucalpan de Juárez Zuschauer: 200 |

| 15. Januar 2011 17:00 Uhr | 16. Januar 2011 0:00 Uhr | Serbien | 13:2 (7:0, 4:1, 2:1) Spielbericht | Neuseeland | La Pista Lomas Verdes, Naucalpan de Juárez Zuschauer: 600 |

| 15. Januar 2011 20:30 Uhr | 16. Januar 2011 3:30 Uhr | Mexiko | 6:0 (3:0, 0:0, 3:0) Spielbericht | Nordkorea | La Pista Lomas Verdes, Naucalpan de Juárez Zuschauer: 2.500 |

| 17. Januar 2011 13:30 Uhr | 17. Januar 2011 20:30 Uhr | Nordkorea | 0:4 (0:0, 0:4, 0:0) Spielbericht | Serbien | La Pista Lomas Verdes, Naucalpan de Juárez Zuschauer: 80 |

| 17. Januar 2011 17:00 Uhr | 18. Januar 2011 0:00 Uhr | Bulgarien | 6:5 n. P. (1:4, 2:0, 2:1, 0:0, 1:0) Spielbericht | Republik China (Taiwan) | La Pista Lomas Verdes, Naucalpan de Juárez Zuschauer: 140 |

| 17. Januar 2011 20:30 Uhr | 18. Januar 2011 3:30 Uhr | Neuseeland | 1:5 (1:0, 0:1, 0:4) Spielbericht | Mexiko | La Pista Lomas Verdes, Naucalpan de Juárez Zuschauer: 2.000 |

| 18. Januar 2011 13:30 Uhr | 18. Januar 2011 20:30 Uhr | Nordkorea | 11:3 (2:0, 4:2, 5:1) Spielbericht | Neuseeland | La Pista Lomas Verdes, Naucalpan de Juárez Zuschauer: 100 |

| 18. Januar 2011 17:00 Uhr | 19. Januar 2011 0:00 Uhr | Republik China (Taiwan) | 3:8 (0:2, 0:3, 3:3) Spielbericht | Türkei | La Pista Lomas Verdes, Naucalpan de Juárez Zuschauer: 250 |

| 18. Januar 2011 20:30 Uhr | 20. Januar 2011 3:30 Uhr | Serbien | 2:4 (0:2, 1:0, 1:2) Spielbericht | Mexiko | La Pista Lomas Verdes, Naucalpan de Juárez Zuschauer: 3.000 |

| Pl. |                         | Sp | S | OTS | OTN | N | Tore  | Punkte |
| 1.  | Mexiko                  | 6  | 6 | 0   | 0   | 0 | 39:09 | 18     |
| 2.  | Serbien                 | 6  | 5 | 0   | 0   | 1 | 56:08 | 15     |
| 3.  | Nordkorea               | 6  | 4 | 0   | 0   | 2 | 37:22 | 12     |
| 4.  | Türkei                  | 6  | 3 | 0   | 0   | 3 | 36:33 | 9      |
| 5.  | Neuseeland              | 6  | 2 | 0   | 0   | 4 | 17:43 | 6      |
| 6.  | Bulgarien               | 6  | 0 | 1   | 0   | 5 | 13:52 | 2      |
| 7.  | Republik China (Taiwan) | 6  | 0 | 0   | 1   | 5 | 16:47 | 1      |

Abkürzungen: Pl. = Platz, Sp = Spiele, S = Siege, OTS = Siege nach Verlängerung (Overtime) oder Penaltyschießen, OTN = Niederlagen nach Verlängerung oder Penaltyschießen, N = Niederlagen

Erläuterungen: Aufsteiger in die Division II

### Auf- und Abstieg
| Absteiger in die Division III: | Volksrepublik China, Island |
| Aufsteiger in die Division II: | Mexiko, Serbien             |